# 编织女孩 (1869年)
《编织女孩》(法文: La Couseuse；英文: The Knitting Girl)是法国画家威廉·阿道夫·布格罗创作于1869年的一幅油画。现藏于内布拉斯加州奥马哈的乔斯林美术馆(Joslyn Art Museum)。